# Pachyserica collaris
Pachyserica collaris är en skalbaggsart som beskrevs av Ahrens 2006. Pachyserica collaris ingår i släktet Pachyserica och familjen Melolonthidae. Inga underarter finns listade i Catalogue of Life.